# Вербовка (Омская область)
Вербовка — деревня в Шербакульском районе Омской области России. Входит в состав Бабежского сельского поселения.

## История
Основана в 1910 году. В 1928 году село состояло из 91 хозяйства, основное население — украинцы. В административном отношении являлось центром Вербовского сельсовета Борисовского района Омского округа Сибирского края.
В соответствии с Законом Омской области от 30 июля 2004 года № 548-ОЗ «О границах и статусе муниципальных образований Омской области» деревня вошла в состав образованного муниципального образования «Бабежское сельское поселение».

## Население
| 2010 |
| ---- |
| 81   |

Гендерный состав
По данным Всероссийской переписи населения 2010 года, в гендерной структуре населения из 81 человек мужчин — 39, женщин — 42 (48,1 и 51,9 % соответственно).
Национальный состав
Согласно результатам переписи 2002 года, в национальной структуре населения русские составляли 83 % из 143 чел.